# Jean Louis Protche
Jean Louis Protche, né le 19 mars 1818 et mort le 31 mars 1886, est un ingénieur français, naturalisé italien. Il se spécialisa dans l'industrie naissante des chemins de fer.

## Biographie
Jean Louis Protche naît à Metz le 19 mars 1818. Après des études à l'École Polytechnique de Paris, et à l'École des Ponts et Chaussées, il entre au service de l'État français. Comme ingénieur ferroviaire, il est recruté en 1856 par une société de chemins de fer chargée de construire la voie Porrettana, première liaison ferroviaire à travers les Apennins, reliant Bologne à Pistoie. Il développe notamment la technologie nécessaire aux tunneliers. Il fait ensuite des études sur la ligne de chemin de fer Lucques-Aulla et sur celle de Pianura padana dans la vallée du Pô.
En 1872, Protche prend la direction de l'Académie des Beaux-Arts de Bologne.
En 1884, il projette une nouvelle liaison rapide entre Florence et Bologne, un projet qui sera repris après sa mort. 
Jean Louis Protche décéda à Bologne le 31 mars 1886, après avoir fait don de ses archives à la bibliothèque municipale de l'Archiginnasio.